# Udalguri (distrikt)
Udalguri är ett distrikt i Indien.   Det ligger i delstaten Assam, i den östra delen av landet, 1 500 km öster om huvudstaden New Delhi. Antalet invånare är 831 668.
Följande samhällen finns i Udalguri:
- Kālāigaon
- Udalguri